# Копніно (Богородський район)
Копніно (рос. Копнино) — присілок в Богородському районі Нижньогородської області Російської Федерації.
Населення становить 36 осіб. Входить до складу муніципального утворення Доскинська сільрада.

## Історія
Від 2004 року входить до складу муніципального утворення Доскинська сільрада.

## Населення
| 1999 | 2002 | 2010 |
| ---- | ---- | ---- |
| 46   | ↘31  | ↗36  |